# Ernst Friedrich Schröter

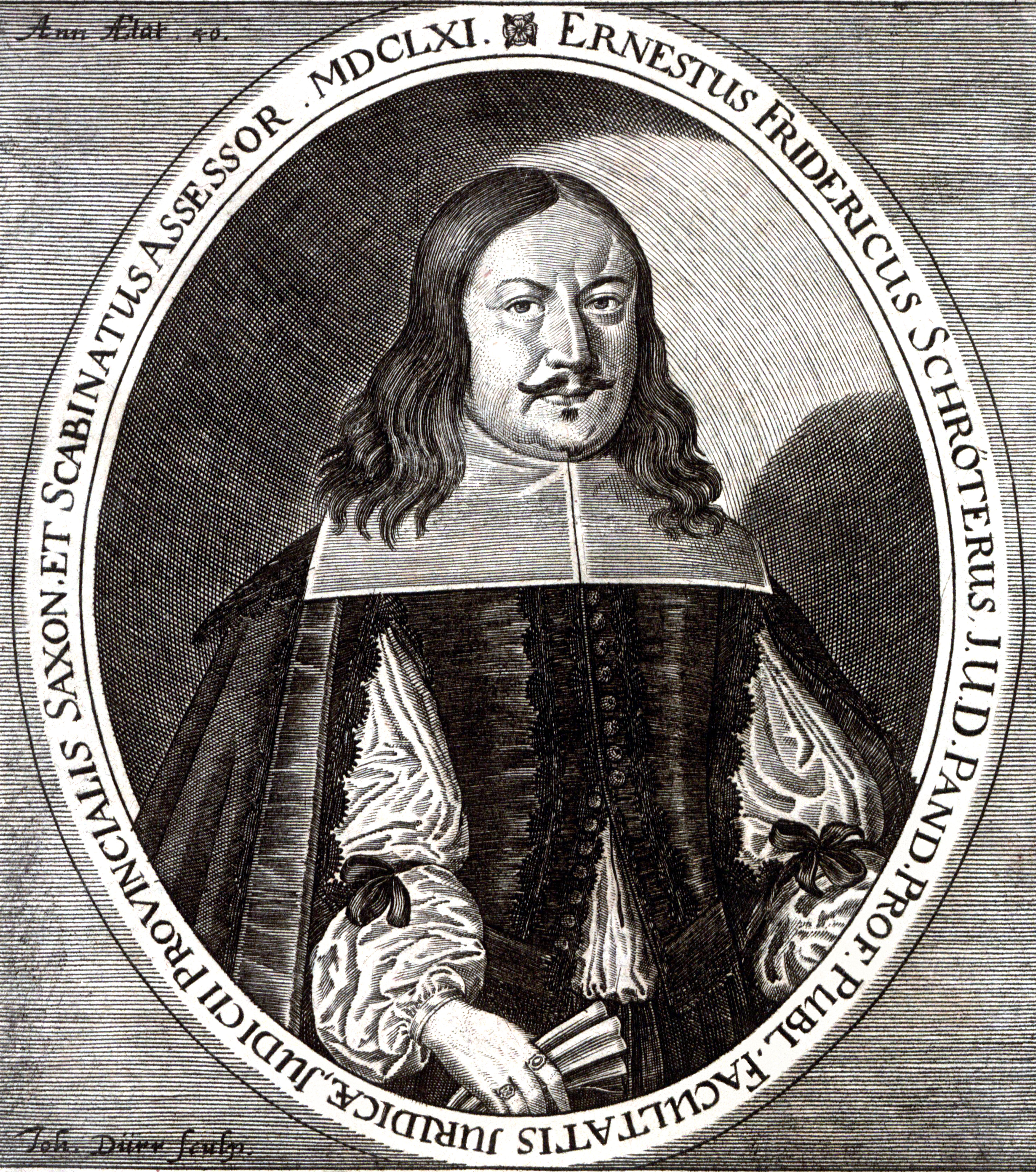
Ernst Friedrich Schröter

Ernst Friedrich Schröter (* 17. Januar 1621 in Jena; † 3. Mai 1676 ebenda) war ein deutscher Rechtswissenschaftler.

## Leben
Ernst Friedrich war der Sohn des niedersächsischen, anhaltischen und lauenburgischen Kanzlers Peter Elias Schröter (* 1590 in Bautzen; † 11. November 1625 in Jena) und dessen am 15. Oktober 1615 in Marburg geheirateten Frau Anna Catharina Vigel (begr. 29. Mai 1640 in Jena), die Tochter des Marburger Juristen Daniel Vigel. Er stammte aus einem Professorengeschlecht. Sein Großvater väterlicherseits war der einstige Jenaer Professor der Medizin Johann Friedrich Schröter, welcher ein Sohn des Jenaer Medizinprofessors Johannes von Schröter war. Von mütterlicher Seite her, war sein Urgroßvater der Marburger Rechtsprofessor Nicolaus Vigel (1529–1600). Seine erste Bildung erhielt Schröter an der Schule in Bernburg und zog dann an das Gymnasium Illuste in Zerbst. Seine Studien absolvierte er an der Universität Marburg, an der Universität Gießen und an der Universität Jena.
In Jena hatte er nach Verteidigung der Arbeiten de substitutibus und de Poenitentia, unter Erasmus Ungebaur, am 26. August 1645 zum Doktor der Rechte promoviert und anschließend als Anwalt am Landgerichts in Jena gearbeitet. 1652 wurde er zum Professor der Rechte in Jena berufen. Damit verbunden wurde er Assessor am Hofgericht und Schöppenstuhl. Später wurde er fürstlich sächsischer Rat und Erbherr auf Wickerstedt. Selbst hat er keine größeren Arbeiten verfasst. Seine Schriften stehen ausschließlich im Kontext seine Hochschullehrertätigkeit. Sie behandeln vorrangig das römische Feudal-, das Erb- und Familienrecht. Schröter beteiligte sich auch an den organisatorischen Aufgaben der Salana. So war er zehnmal Dekan der Jenaer Juristenfakultät und in den Sommersemestern 1660, 1668, 1674 Rektor der Alma Mater.

## Familie
Schröter war drei Mal verheiratet. Seine erste Ehe schloss er am 26. August 1645 mit Helena Blandina Ungepauer (* 15. November 1619 in Altdorf; † 12. September 1647 in Jena), die Tochter von Erasmus Ungebaur. Seine zweite Ehe ging er am 8. Oktober 1649 mit Maria Fomann (* 14. März 1631 in Jena; † 25. August 1670 ebenda), die Tochter von Ortolph Fomann der Jüngere ein. Seine dritte Ehe schloss er am 14. November 1671 mit Susanna Rosina Hanwacker († 13. April 1676 in Jena), die Tochter von Johann Nicolaus Hanwacker (* 11. Januar 1602 in Wasungen; † 23. Juli 1673 in Coburg) und dessen Frau am 7. August 1632 geheirateten Frau Susanne Elisabetha Förster. Aus zweiter Ehe gingen zehn Kinder hervor, wovon ein Sohn und drei Töchter jung verstarben. Von den Kindern kennt man:
- Johann Christian Schröter (* 28. Januar 1659 in Jena; † 24. Juni 1731 ebenda), verheiratet 1698 mit Anna Dorothea Götze, die Tochter von Georg Götze
- Catharina Sophia Schröter (1661–1661)
- Margaretha Marie Schröter (* 29. Juni 1662 in Jena; † 4. Juni 1662 ebenda)
- Johann Peter Schröter (* Jena; † 7. Juni 1685 ebenda), immatrikuliert im Sommersemester 1668 an der Universität Jena
- Johann Ernst Schröter (* Jena), immatrikuliert im Sommersemester 1660 an der Universität Jena,
- Johann Friedrich Schröter (* Jena, Sommersemester; † 16. Oktober 1675 ebenda), immatrikuliert 1660 an der Universität Jena 1675 Anmeldung zum juristischen Examen,
- Anna Sophia Schröter (* 4. März 1657 in Jena, † September 1682 ebenda) verh. 4. Dezember 1676 mit Johann Justinus Mülpfort, Jurist
- Christina Susanna Schröter
- Clara Catharina Schröter

## Werke (Auswahl)
- Disputatio Inauguralis de substitutionibus. Jena 1645.
- Skiagraphia Suitatis. Jena 1648 (reader.digitale-sammlungen.de).
- Disputatio Juridica De Patria Potestate. Jena 1651 (reader.digitale-sammlungen.de).
- Disputatio Iuridica exhibens Decades Tres Quaestionum De Poenitentia. Jena 1652 (reader.digitale-sammlungen.de).
- Disputatio Iuridica Inauguralis De Pastu Pecoris. Jena 1653 (archive.thulb.uni-jena.de).
- Commentarius In Jus Feudale, Complectens Titulorum connexionem, Textum ipsum, ejusque succinctam explicationem, ac praecipuarum controversiarum resolutionem. Jena 1654, (reader.digitale-sammlungen.de).
- Disputatio Inauguralis Iuridica, De Competentia Fori Communis Et Privilegiati. Jena 1655 (archive.thulb.uni-jena.de).
- Disputationem Iuridicam De Decimis vulgo. Vom Zehenden. Jena 1657 (archive.thulb.uni-jena.de).
- Disputatio Feudalis VII. De Elegantissima Investiturae Materia Ad Ipsos Fontes Iuris Feudalis Directa, Et Textus explicationem, Tituli I. II. & III. Lib. II. Feud. ac ad hosce spectantes nobiliores Controversias succincte resolutas continens. Jena 1658 (archive.thulb.uni-jena.de).
- Disputatio Inauguralis De Dispensationibus. Jena 1659 (Resp. Christoph Völschen, reader.digitale-sammlungen.de).
- Disputatio inauguralis continens explicationem legis deprecatio 9 ff. ad L. Rhod "De iactu" : ut et reliquarum legum iuris navalis Rhodiorum. Jena 1660 (reader.digitale-sammlungen.de).
- Bipertita Tractatio Iuridica. Una De Suitate, Altera De Testamento Patris Inter Liberos. Jena 1661, (reader.digitale-sammlungen.de).
- Dissertatio Iuridica De Servitutibus Realibus. Jena 1662 (archive.thulb.uni-jena.de).
- Disputatio Inauguralis Iuridica De Renuntiationibus. Jena 1663 (reader.digitale-sammlungen.de).
- Disputationem Hanc Juridicam De Operis Novi Nunciatione Verbali. Jena 1664 (archive.thulb.uni-jena.de).
- Dissertatio Inauguralis Iuridica De Cautione Necessaria. Jena 1665 (archive.thulb.uni-jena.de).
- Dissertatio Iuridica De Relictis Arbitrio Iudicis. Jena 1666 (reader.digitale-sammlungen.de).
- Thema Juridicum de Votis. Jena 1667 (reader.digitale-sammlungen.de).
- Disputatio Juridica de Iurisdictione. Jena 1668 (reader.digitale-sammlungen.de).
- Dissertationem Iuridicam Remissionem Peccatorum Seu Delictorum Exhibentem. Jena 1669 (archive.thulb.uni-jena.de).
- Dissertatio Juridica de lamiis, earumque processu criminali. Jena 1670 (reader.digitale-sammlungen.de).
- De. Consolidatione. Jena 1671 (archive.thulb.uni-jena.de).
- Dissertationem De Stylo Curiae. Jena 1672 (archive.thulb.uni-jena.de).
- Diss. de equis publicis, v. Ritter- u. Post-Pferden. Jena 1673 (reader.digitale-sammlungen.de).
- Jus Matris Circa Liberos Sanguinolentos, occasione l. 2. C. de patr. qui fil. distrax. Jena 1674 (archive.thulb.uni-jena.de).
- Dissertatio Iuridica Inauguralis, De Alienatione In Mutuo contra Salmasium. Jena 1675 (archive.thulb.uni-jena.de).